# Taula de Lletres Valencianes
Taula de Lletres Valencianes fou una revista literària i progressista creada a València l'octubre de 1927, en plena Dictadura de Primo de Rivera, per Carles Salvador, Adolf Pizcueta i Alfonso, Enric Navarro i Borràs, Miquel Duran de València i Francesc Caballero Muñoz, per tal d'impulsar la valencianització de les forces polítiques i la recuperació de la personalitat nacional. També fou el primer impuls seriós de bastir una nova literatura valenciana de qualitat des d'una òptica netament nacional, i donà veu a la gran majoria d'escriptors valencians dels anys 1930. Va mantenir una bona relació amb la Societat Castellonenca de Cultura.
Es va fer ressò del debat sobre l'ortografia que calia utilitzar, es manifestà obertament per la unitat de la llengua i per trencar l'aïllament existent amb Catalunya i les Illes Balears (també van mantenir contacte amb Occitània, Galícia i els valencians d'Amèrica). Al juliol de 1930 publicà el manifest «Als escriptors valencians i a les publicacions valencianes», que impulsà l'acord conegut com a Normes de Castelló el 1932. També es va fer ressò de les activitats de l'Acció Cultural Valenciana i impulsà la creació de l'editorial L'Estel.
La revista va traure 38 números, i plegà al novembre de 1930, en vespres de la República.